# Гаврильцево (Псковська область, південне)
Гаврильцево (рос. Гаврильцево) — присілок в Пустошкинському районі Псковської області Російської Федерації.
Населення становить 3 особи. Входить до складу муніципального утворення Алольська волость.

## Історія
Від 2015 року входить до складу муніципального утворення Алольська волость.

## Населення
| 2010 |
| ---- |
| 3    |